# رمدیوس ده اسکالادا
رمدیوس ده اسکالادا (به اسپانیایی: Remedios de Escalada) شهری در کشور آرژانتین، استان بوئنوس آیرس است که در سال ۲۰۰۹ میلادی، حدود ۸۱٬۴۶۵ نفر جمعیت داشته است.